# Иерофания
Иерофа́ния (от греч. ιερός «священный» + φαίνω «светоч, свет») — проявление священного. Термин был введён румынским историком религий Мирчей Элиаде, который определил его как «нечто священное, предстающее перед нами». По сути термин иерофания является расширением христианского понятия теофания (богоявление) на всю сферу священного независимо от конкретной конфессии.
Религиовед Брайен С. Ренни  определяет иерофанию как любое явление, воспринятое в качестве проявления священного.
Для религиозного человека иерофанией может стать любой объект, например, камень или дерево (неопалимая купина), или такая более сложная концепция, как воплощение Бога в Иисусе Христе для христиан. Священное дерево почитается не потому, что оно является деревом, а камень — не из-за его естественных свойств. Они становятся объектами поклонения, так как представляют собой иерофании, проявляющие, по определению Рудольфа Отто, «нечто отличное» (ganz andere).

## Формы иерофаний
Формы иерофаний различаются в разных культурах. На протяжении истории различные культуры выявляли иерофании практически во всех аспектах экономической, духовной и социальной жизни. С трудом можно найти предмет, живое существо или, например, развлечение, которое какое-то время не являлось бы иерофанией в определённой культуре. Всё, с чем сталкивается религиозный человек, может быть воспринято как иерофания. Музыкальные инструменты, архитектурные формы, транспортные средства и др. были у разных народов почитаемы как проявление священного. В определённых обстоятельствах любой материальный объект мог стать иерофанией.
Важное место во многих культурах занимают космические иерофании. Высшие небесные божества, такие как Нум, бог неба у самоедов, или вавилонский Ану отражают веру в священность, божественную сущность неба. Сюда относятся и высшие боги неба, демонстрирующие свои силы посредством бури, грома и молнии, например, греческий Зевс, римский Юпитер или иудейский Яхве.
Священность земли является важным источником иерофаний. Почитание Пачамамы, богини-матери земли, было распространённым явлением в южноамериканских Андах. Земля часто является важным персонажем мифов о древнейших временах творения (Папа — персонификация Земли в мифах о творении Маори, древнегреческая Гея). Часто земля, как иерофания священного существа, выступает в качестве партнёра существа, олицетворяющего небо. Эта обожествляемая пара земли и неба встречается в мифах Океании, Микронезии, Африки и Америки.
Солнце было проявлением священного у микстеков центральной Мексики, инков из перуанских Анд и у многих других народов. Источник силы героев мифов у разных народов (масаев, монголов и др.) часто был связан с солнцем. Иногда герой подобно Солнцу сражается с тьмой, спускается в Царство Смерти и выходит оттуда победителем.
Во многих культурах плодовитость животных и растений связывалась со священной сущностью Луны. Иерофании луны отражают священность жизненных ритмов: сезонов дождей, приливов, времени посевов, менструальных циклов. Среди пигмеев центральной Африки луна (Пе) является источником новой жизни. Женщины почитают луну танцами, устраиваемыми после новолуния. Ежемесячные метаморфозы Луны отражают её возможность возрождения. Женщины и змеи у пигмеев становятся иерофаниями священной силы луны, так как они периодически «теряют жизнь» в виде крови или кожи.
Человеческая физиология также часто рассматривалась как проявление священного. В разных культурах дыхание, кровь, пульс, сперма и т. п. считались выражением сверхъестественных сил. В некоторых йогических традициях женщина является воплощением пракрити (космической энергии), а нагота играет важную роль в ритуалах.
Даже обычные вещи, такие как корни, травы, пища, мечи, марионетки в некоторых традициях считаются иерофаниями. Ремёсла (обработка металлов, прядение, ткачество) часто были священными занятиями, выполняемыми посвящёнными в особых священных местах.
Космогонические мифы, брахманическая традиция, церемонии возведения на престол в древнем Вавилоне, сельскохозяйственные праздники Японии, ритуальные костюмы и танцы сибирских шаманов, ритуалы инициации в различных традициях — всё это является иерофаниями. Они выражают как определённые аспекты священного, так и отношение человека к священному в конкретный исторический период.
С иерофанией иногда отождествляется индуистское понятие даршан.

## Типы иерофаний
В зависимости от того, как именно проявляется священное, различают два основных вида иерофаний.
- Теофания — иерофания, представляющая собой проявление божества. Теофании различаются по форме и значению в зависимости от свойств божества конкретной религии.[5]

- Кратофания — иерофания, являющаяся проявлением сверхъестественной силы.[6]

Женщины в период менструации, солдаты, охотники, палачи часто окружены табу или запретами, направленными на то, чтобы не нарушить действие священных сил, которые их окружают.